# エグナティア街道

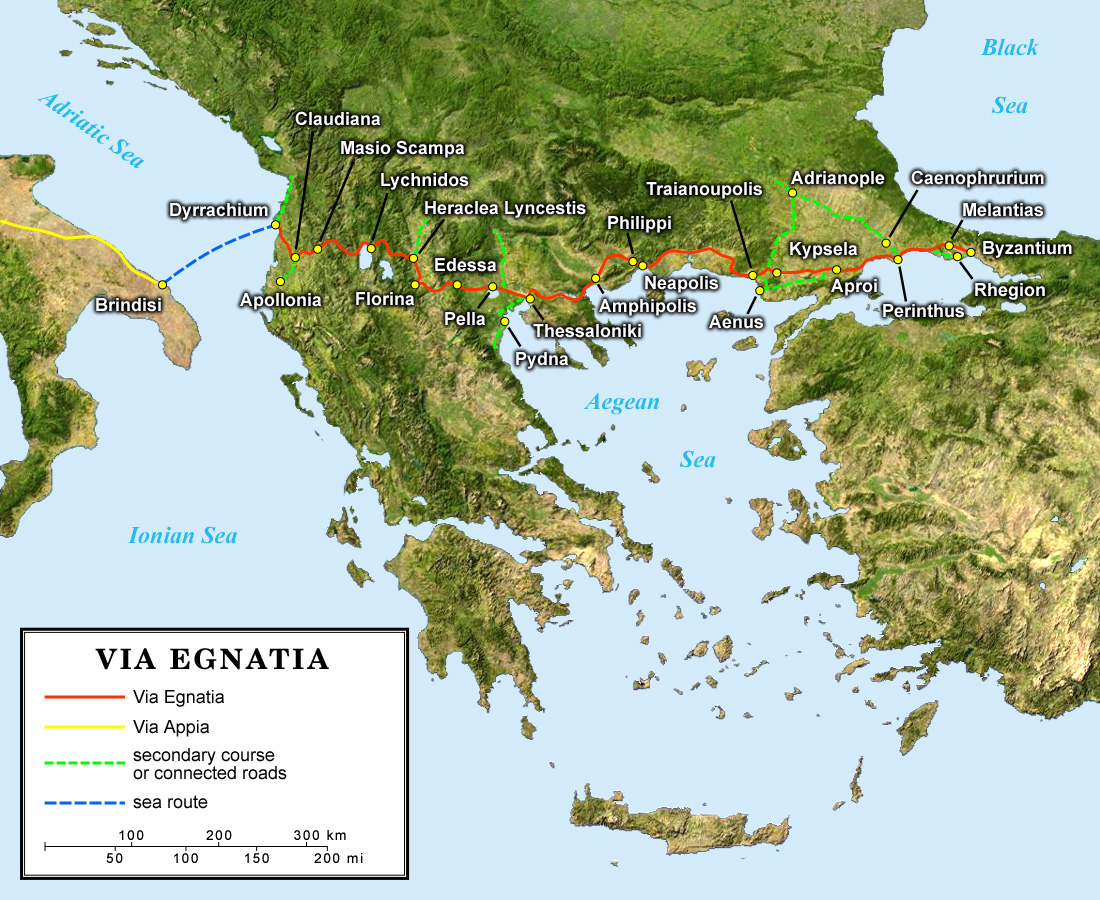
エグナティア街道の位置

エグナティア街道（エグナティアかいどう、ギリシャ語:Ἐγνατία Ὁδός）は、紀元前2世紀のローマ帝国時代に建設された道である。古代ローマ帝国のイリュリクム属州とマケドニア属州、トラキア属州を結ぶ街道であり、現在のアルバニア、マケドニア共和国、ギリシャ、トルコの領土にあたる。
エグナティア街道は、アドリア海沿岸の町・ドゥラキウム（現在のドゥラス）を起点に、ジェヌスス(Genusus)川（現在のシュクンビン川）に沿って走り、カンダヴィエ山脈を越えて、オフリド湖湖畔に広がる高地を抜ける。そこから南に方向を変えた後、山を越えてテッサロニカ（現在のテッサロニキ）でエーゲ海北岸に達する。その後はトラキア地方をビザンティウム（現在のイスタンブール）まで通り抜けるルートを取っていた。全長は約1,200km（746ローマ・マイル）。他のローマ街道と同じく道幅は約6mであり、石や硬い砂で舗装されていた。

## 建設
エグナティア街道の建設に関しては、ストラボンが著した『地理誌』と、街道沿いで発見されたマイルストーンによって窺い知ることが可能である。これらによると、正確な建設年は不明だが、マケドニア属州総督であったグネウス・エグナティウスが建設を指導したことによるとされる。街道の建設者の名が街道に付けられるローマの風習に従って、エグナティア街道と名付けられた。ポリュビオスやキケロによると、エグナティア街道の建設によってローマ軍のイリュリア地方からビザンティウムまでの行軍速度が速まったという。
エグナティア街道は、アドリア海からボスフォラス海峡までのローマ属州を結ぶ目的で建設された。起点であるドゥラキウム（現在のドゥラス）は、ローマから延びるアッピア街道の終点であるブリンディシウム（現在のブリンディジ）とアドリア海を隔てて隣接している。そのために、この街道の建設によって、バルカン半島南部の属州は首都ローマと直接結びつき、アウグストゥスの治世になりイリュリア北部に新たなルートが確立されるまで、エグナティア街道は帝国東方地域とローマとの重要な幹線道路としての役割を担った。内戦の時期を除いて、街道は何度も修理され、延長された。
またエグナティア街道は、ローマ帝国の歴史における重要な時期においても、幾度か重要な役割を果たした。例えば、カエサルの内乱の時代には、ユリウス・カエサルとポンペイウス両方の軍隊がエグナティア街道を使った。またその後の内戦の時代では、マルクス・アントニウスとオクタヴィアヌスはカッシウスとブルートゥスを追ってアッピア街道を下り、街道沿いのフィリッピの戦いで両者を破った。また、街道沿いで発見されたマイルストーンによれば、トラヤヌス帝は紀元後113年に行われることになるパルティア戦役に先んじて、エグナティア街道のほぼ全域にわたる改修を命じた。しかし5世紀に入り、周辺地域の不安定化が原因でエグナティア街道は殆ど使用されることはなくなった。5世紀の歴史家によると、エグナティア街道の西側の地域はかなり貧困が激しいために治安が悪く、旅行者が通行できることはまず無かったという。

## ローマ帝国滅亡後の役割
ビザンツ帝国の統治下となってからは、エグナティア街道は再び幹線道路として使用されるようになった。プロコピオスによると、6世紀に皇帝ユスティニアヌス1世がエグナティア街道を修理させた。一度荒廃しているために天候が悪いと街道は使用できなかったが、ビザンツ帝国と西ヨーロッパ諸国との陸上貿易はエグナティア街道を通じて主に行われた。十字軍の時代になると、小アジアに到達するまでは、コンスタンティノープルまで続くエグナティア街道が十字軍の行軍に使用された。第4回十字軍の後になると、ラテン帝国や、ビザンツ帝国の後継国家であるニカイア帝国、エピロス専制公国にとってエグナティア街道の管理はそれぞれの国の存亡に関わる重要事となった。
現代の幹線道路であるエグナティア・オドス (Εγνατία Οδός/Egnatia Odos)は、テッサロニキからギリシャとトルコとの国境であるエヴロス川までを、エグナティア街道と平行に走っている。エグナティア・オドスとはギリシャ語で「エグナティア街道」を意味しており、古代ローマのエグナティア街道を意識している。

## 街道沿いの重要都市
| 古代都市名 (ラテン語表記)                                                    | 現代都市名               | 所在国           |
| ---------------------------------------------------------------------------- | ------------------------ | ---------------- |
| ドゥラキウム (Dyrrachium) エピダムノス (Epidamnos)（後代）                   | ドゥラス                 | アルバニア       |
| クラウディアナ (Claudiana)                                                   | ペチン                   | アルバニア       |
| アポロニア (Apollonia)                                                       | フィエル付近             | アルバニア       |
| マシオ・スカンパ (Masio Scampa)                                              | エルバサン               | アルバニア       |
| リュクニドス (Lychnidos)                                                     | オフリド                 | マケドニア共和国 |
| ヘラクレア・リンケスティス (Heraclea Lyncestis)                              | ビトラ                   | マケドニア共和国 |
| フロリナ (Florina)                                                           | フロリナ                 | ギリシャ         |
| エデッサ (Edessa)                                                            | エデッサ                 | ギリシャ         |
| ペラ (Pella)                                                                 | ペラ                     | ギリシャ         |
| テッサロニカ (Thessalonica)                                                  | テッサロニキ             | ギリシャ         |
| ピュドナ (Pydna)                                                             | ピュドナ付近             | ギリシャ         |
| アンフィポリス (Amphipolis)                                                  | アンフィポリ             | ギリシャ         |
| フィリッピ (Philippi)                                                        | カヴァラ付近             | ギリシャ         |
| ネアポリス (Neapolis)                                                        | カヴァラ                 | ギリシャ         |
| トライアヌポリス (Traianoupolis)                                             | トラヤヌーポリ           | ギリシャ         |
| キュプセラ (Kypsela)                                                         | イプサラ                 | トルコ           |
| エヌス (Aenus)                                                               | エネズ                   | トルコ           |
| アプロイ (Aproi)                                                             | ケルメヤン付近           | トルコ           |
| ペリントゥス (Perinthus) ヘラクレア (Heraclea)（後代）                       | マルマラエレーリシ付近   | トルコ           |
| レジオン (Rhegion)                                                           | キュチュク・チェクメジェ | トルコ           |
| ハドリアノポリス (Hadrianopolis)                                             | エディルネ               | トルコ           |
| ケノフルリウム (Caenophrurium)                                               | チョルル                 | トルコ           |
| メランティアス (Melantias)                                                   | 不詳                     | トルコ           |
| ビザンティウム (Byzantium) コンスタンティノポリス (Constantinopolis)（後代） | イスタンブール           | トルコ           |
| ※表の都市は西から東へ、順に並べている。                                      |                          |                  |

## 関連書籍
- Michele Fasolo: La via Egnatia I. Da Apollonia e Dyrrachium ad Herakleia Lynkestidos, Istituto Grafico Editoriale Romano, 2nd ed., Roma 2005. (http://www.viaegnatia.net も参照)